# Рекрутування політичної еліти
Рекрутува́ння політи́чне — процес відбору й залучення людей до влади.
Про шляхи формування еліти серед учених існує досить значний розкид думок. Ще Моска відзначав конкретно-історичний характер цього процесу. Так, за доби Середньовіччя підставою для приналежності до еліти була, на його думку, військова мужність, у «добре зорганізованих суспільствах» — багатство, походження, а в ХХ столітті — «видатні здібності, які дозволяють виконувати ту чи іншу політичну функцію».
Близькою до Моски є позиція Мангейма, котрий визначав три шляхи приходу в еліту: 
1. на засадах крові;
2. багатства;
3. особистої інтелектуальної продуктивності (знань).

«Еліта крові» характерна для доіндустріального суспільства, «еліта багатства» — для індустріального, а «еліта знань» — для постіндустріального.
На думку Міхельса, джерелом формування еліт є управлінський апарат організації (політична партія, профспілка тощо), з якого рекрутують еліту влади. Обґрунтовує свою позицію учений тим, що еліта ніколи не поступиться своєю владою масам, а тільки, якщо буде змушена, іншим елітам, тобто тим, у кого сконцентрована влада.
Судячи з регіонального досвіду, такі підходи мають своє практичне втілення. Наприклад, у Франції еліта традиційно поповнюється переважно з керівників політичних партій і державних службовців, які закінчили елітарні університети, а в США — з представників ділових кіл, політологів, юристів, учених, державних службовців.

## Процес відбору
У формуванні політичної еліти велике значення мають системи її рекрутування (процес відбору), які можуть забезпечити більш-менш рівні можливості доступу до влади всіх громадян або обмежити ці можливості. У процесі рекрутування еліти беруться до уваги такі важливі моменти, як широта її соціальної бази, коло людей, що здійснюють відбір, процедура, механізм цього відбору.
Політична практика виокремила дві основні системи рекрутування еліт — систему гільдій (від лат. guilde — корпорація, об'єднання) та антрепренерську систему (від франц. enterpreneur — підприємець). 
Систему гільдій характеризують: 
- закритість, відбір претендентів на більш високі пости з нижчих верств самої еліти (шлях вгору — повільний та еволюційний);

- наявність високих вимог для заняття посад (партійність, стаж, вік, освіта, персональна характеристика керівництва тощо);
- закрите коло селекторату (люди, що здійснюють відбір), до якого входять лише члени керівного органу влади (бюро, ради), або питання вирішує один керівник (президент, голова уряду, фірми тощо);
- тенденція відтворення вже існуючого типу еліти: тоталітарного, авторитарного, демократичного.

Гільдійна система може панувати лише в політизованих суспільствах, де утвердився номенклатурний (від лат. nomenclatura — розпис імен) спосіб посідання керівних постів лише за ознакою належності до владної партії. Номенклатура — основа системи «вождизму», вона домінує в усіх тоталітарних режимах, де кар'єрне просування поставлене в залежність від повного політико-ідеологічного конформізму кандидата, особистої відданості новому лідеру, навичок кулуарних «апаратних ігор».
Система гільдій схильна до бюрократизації, консерватизму, кадрового застою, але вона має і свої переваги. До них можна віднести урівноваженість кадрових рішень, передбачуваність можливого політичного курсу внаслідок стабільності кадрів, меншу імовірність внутрішніх конфліктів. Деякою мірою така система виправдовує себе в країнах, що перебувають на ранніх стадіях утвердження демократії. Для антрепренерської системи характерні: відкритість, широкі можливості обіймання керівних посад для представників усіх соціальних груп;
невелика кількість формальних вимог (фільтрів) щодо претендентів;
широке коле селекторату, який включає всіх виборців країни, конкурентність відбору, який ґрунтується на професійних якостях претендентів на посаду;
першочергова значущість особистих якостей претендента: індивідуальної активності, здатності до комунікації з електоратом, вміння захопити ідеями і програмами;
можливість досягнення пропорційності представництва в еліті різних соціальних груп населення, політичних партій і рухів.
Даний механізм рекрутування еліти більшою мірою відповідає динаміці сучасного життя та застосовується у ліберально-демократичних режимах. Систему ж гільдій можна зустріти за сучасних умов у традиційних суспільствах і в консервативних режимах.
Зрозуміло, що в політиці не існує таких систем, які дозволяють безпомилково визначити оптимальну селекцію політичних еліт. Тому на практиці ні гільдійна, ні антрепренерська системи відбору не спрацьовують у їх «чистому» вигляді. Недоліки однієї системи компенсуються запозиченням переваг іншої, що також не гарантує високої якості такого поєднання.
Найбільш розповсюджений спосіб формування політичної еліти — це вибори шляхом виборчої кампанії чи на з'їздах партій. На ключові посади обираються президенти, губернатори, мери, судді, керівники партій і т. д. У президентських республіках щойно обраний президент сам формує свою «команду», до якої нерідко входять функціонери відповідно до номенклатурних принципів відбору.
Універсальними для всіх країн є канали рекрутування еліти — ті соціальні інститути, входження в які дає людям змогу досягти влади. 
До таких відносять: 
- політичні партії. Особливо велика їх роль у західноєвропейських державах, де претендент на входження в еліту повинен пройти всі ступені партійної ієрархії;
- бюрократичний апарат. Значна частка чиновників простежується в еліті всіх країн;
- профспілки. Профспілкові лідери відіграють помітну роль у політичних елітах багатьох країн;
- економічні інститути, сфера бізнесу;
- армія. Вплив цього фактора особливо великий у країнах Латинської Америки, Африки й Азії;
- система освіти відіграє суттєву роль у всіх країнах.

За відгуками британських політологів, цією країною керують лише люди, які закінчили Оксфорд або Кембридж. Американський істеблішмент, як правило, складається з випускників Гарвардського, Вельського і Пристонського університетів.
Еліта постає переважно як особливий інтелектуально-моральний соціальний прошарок, у руках якого зосереджена влада і якому властиве нездоланне прагнення перетворюватися на самодостатню силу, забезпечувати й захищати своє привілейоване становище.
У сучасних демократичних державах політична еліта формується в основному із представників бізнесу, державних службовців, відомих юристів, видатних вчених, політиків. Прагнення багатьох людей увійти до політичної еліти пояснюється різними мотивами. Наприклад, належність до політичної еліти надає її представникам престижу, можливості приймати важливі рішення, певні привілеї, недоторканність та інші блага.

## Типологія еліт
Розібратися в різноманітності еліт допомагає її типологія. Типологізувати еліту можна за безліччю ознак: за її «роботою» в конкретному політичному режимі:
- за ступенем володіння владою;
- за моделями влади та способами її здійснення;
- за формами правління;
- за моральними та іншими ціннісними позиціями;
- за територіальним аспектом (регіональні, сільські, міські еліти та ін.);
- за національною приналежністю;
- за смисловою багатоваріантністю поняття тощо.

Залежно від джерел впливу еліти поділяються таким чином: 
- спадкові (аристократизація);
- ціннісні — особи, що займають високопрестижні і впливові суспільні і державні позиції;
- владні — безпосередні носії влади;
- функціональні — професіонали-управлінці, які мають необхідну кваліфікацію для обіймання керівних посад.

За критерієм громадської зрілості суспільства виділяють: 
- традиційну еліту (оточення монархів, дворяни, представники церкви), до ресурсів владарювання якої відносять релігію, традиції, культурні стереотипи тощо;
- сучасну еліту (інтелектуали, чиновництво, технократія, бізнесмени тощо).

Політичну еліту також поділяють на вищу, середню та адміністративно-бюрократичну.
- До вищої еліти належать особи, які займають найвищі посади у всіх гілках влади; її кількість не перевищує 100 —200 чоловік навіть у досить великих країнах.
- Середня еліта, що формується з величезної маси виборних посадових осіб — сенаторів, депутатів, представників регіональних еліт, лідерів різних політичних партій і рухів (вона становить приблизно 3 — 5 % населення країни).
- Адміністративно-бюрократична еліта містить досить високі прошарки держслужбовців, високопоставлених чиновників міністерств, відомств, керівників інших органів чи департаментів державного управління.

Владній еліті, яка безпосередньо володіє державною владою, протистоїть опозиційна (контреліта).
Залежно від тих чи інших шляхів формування існують відкриті та закриті еліти.
- Відкрита еліта формується із громадянського суспільства за схемою «суспільство — політичні партії — лідери партії — вибори — державні посади». Головні принципи їх формування — економічна вага, політичний статус, популярність, професіоналізм у своїй сфері діяльності.
- Закрита еліта виходить із власного середовища, самостійно ні вступити, ні вийти із її складу неможливо. Головне в підборі — відданість вождеві з урахуванням особистих якостей. Спосіб підбору — кадрова політика партії та влади. Широко розповсюджені патронажні відносини.

Дуже своєрідна та певною мірою різнобарвна еліта за соціально-рольовим складом. Так серед соціальних ролей еліти називають: 
- найвищі керівні кадри держави (політичний бомонд);
- професійні керівники (адміністративна бюрократія); так звані «ідеологи еліти» (інтелектуали, представники світу мистецтв, духівництво);
- найбільш впливові економічні кола (олігархи);
- керівники засобів масової інформації (інфократія);
- члени родин елітарних персон (механізм впливу сімейних зв'язків);
- «сірі кардинали» — особи, що таємно, але визначально і суттєво впливають на політику;
- «корисні члени», які залучені з інших соціальних прошарків з метою обслуговування потреб еліти.

## Функції політичної еліти
Соціальне призначення політичної еліти виявляється передусім у функціях, які вона виконує в суспільстві. Ці функції є багатоманітними й тісно переплітаються з тими, які виконує політична система в цілому.
Функція політичного цілепокладання полягає в розробці стратегії і тактики розвитку суспільства, визначенні політичної програми дій. Ця функція повною мірою може бути реалізована лише на вищому рівні політичної еліти (главою держави, парламентаріями, міністрами) з використанням фахівців і результатів наукових досліджень.
Інтегративна функція полягає в забезпеченні цілісності і єдності суспільства, уникненні соціально-політичних конфліктів, знаходженні оптимальних варіантів їх розв'язування в разі виникнення. Важливим змістовим елементом цієї функції є досягнення тісної політичної взаємодії і співробітництва всіх суспільних сил.
Регулятивна функція полягає в прийняті політичних рішень, спрямованих на згуртування різних верств населення, гармонізацію їх соціальних інтересів, досягнення суспільного консенсусу. Нездатність політичної еліти виконувати інтегративну функцію загрожує розколом суспільства.
Мобілізаційна (організаторська) функція полягає в необхідності мобілізації мас для виконання прийнятих рішень і поставлених завдань, практичного здійснення визначеного політичного курсу.
Функція вираження і представництва соціальних інтересів у політичній системі суспільства. На інституціональному рівні ця функція найповніше проявляється в діяльності політичних партій і груп інтересів, а на персоналізованому — в політичному лідерстві.
Комунікативна функція здійснює зв'язок між владою і масами.
Ефективність виконання елітою вказаних функцій прямо залежить від міри внутрішньої згуртованості груп, що входять до неї.

## Механізми рекрутування політичних еліт
Універсальними для всіх країн є канали рекрутування еліти - ті соціальні інститути, входження в які дає людям змогу досягти влади. 
До таких відносять:
- Політичні партії
- Бюрократичний апарат
- Церква і церковні релігійні організації
- Профспілки
- Економічні інститути, сфера бізнесу
- Армія
- Система освіти відіграє суттєву роль у всіх країнах.

Універсальними є й основні системи рекрутування еліти. Система рекрутування — це механізм формування і відтворення еліти, що включає в себе критерії, порядок і коло осіб, які здійснюють відбір. У найбільш загальному вигляді уявлення про системи рекрутування у формі демократичної і аристократичної тенденцій були сформульовані ще Г. Моска. Сучасна наука трактує їх відповідно як антрепренерську систему і систему гільдій. 
Характерними рисами система гільдій є:
1. закритість, відбір претендентів на більш високі пости в основному з нижчих шарів самої еліти; шлях вгору – повільний та еволюційний;
2. висока міра інституціоналізації відбору через наявність численних формальних вимог для заняття посад (вік, стать, партійність, соціальне походження, т.ін.);
3. відносно невеликий і зачинений круг електорату (осіб, що здійснюють добір кадрів);
4. як правило, відтворюється вже існуючий (усталений) тип лідерства.

Номенклатурний механізм формування за часів адміністративно- бюрократичної системи – це один із найтиповіших варіантів системи гільдій: конкурентна боротьба відсутня у відкритому вигляді; висока політизація і ідеологізація всіх елементів системи; домінують родинні зв’язки.
Антрепренерська система характеризується: 
1. відкритістю, широкими і реальними можливостями різних соціальних груп увійти до еліти;
2. незначною кількістю вимог (фільтрів) щодо претендентів;
3. широким колом електорату;
4. реальним і високим конкурсом при відборі;
5. первинністю значення індивідуальних якостей претендента.

Даний механізм рекрутування еліти у більшій мірі відповідає динаміці сучасного життя та застосовується при ліберально-демократичних режимах. Систему ж гільдій можна зустріти за сучасних умов у традиційних суспільствах і в консервативних режимах та інституціях.
У Франції освіту як фактор рекрутування еліти розглядається як домінуючого каналу просування в структури вищого управлінського ешелону. Умовою відбору в спеціалізовані престижні інститути є успішне проходження жорсткого конкурсного відбору в процесі вступних іспитів. Надходження до відповідного навчального закладу (наприклад, Національну школу адміністрації) відкриває можливості входження до вищого прошарку управлінців і престижного працевлаштування в апараті державного управління. Як пише дослідник сучасних політичних еліт французький соціолог Д. Пінто, французька держава «фактично монополізовано своєї національної елітою». При цьому рекрутування політичної еліти Франції обмежена часовими рамками і потенційний новобранець має практично єдину можливість спробувати щастя, так як у не пройшли іспити немає повторного шансу. Таким чином, доля потенційного претендента на входження в еліту вирішується в ранньому віці - після закінчення середньої школи в момент вступу до престижного вузу. При цьому державна служба розглядається як престижною і почесною. Що стосується Росії, то найбільш яскрава тенденція останніх років тут — формування політичної еліти з числа яких політичних підприємців, або осіб підприємницько-класичного типу.
Поняття проникності каналів рекрутування характеризує можливість горизонтального пересування членів політичної еліти в системі різноманітних каналів рекрутування. Дослідження американських політологів Р. Патнема, Т. Дая і Дж. Пікерінг показують, що високий ступінь проникності каналів характерна для США. Як правило, вищий ешелон управлінського апарату заповнюється особами з різних сфер бізнесу та освіти, які залишають Вашингтон після чергових виборів, однак вони повертаються, коли першою особою країни знову стає представник їхньої партії. Чи не половина представників вищого американського бізнесу в той чи інший час працювала на важливих урядових посадах, а п'ять з кожних шести урядовців працювали в приватному секторі. У цьому відношенні показові біографії Дж. Буша-старшого і його синів, які прийшли в політику з великого нафтового бізнесу.
Очевидно, що ступінь проникності каналів, так само як і рівень ротації політичних еліт, в цілому має тенденцію до інтенсифікації в періоди криз і уповільнення темпів ротації в «спокійні» часи.
На відміну від США, проникність каналів (яку можна уподібнити пенделтюру) зведена до мінімуму у Франції, де майже відсутні «обертові двері» між державним апаратом і великим бізнесом, — двері відкриті переважно в одному напрямку: урядовці після завершення державної кар'єри можуть займати провідні пости в сфері приватного бізнесу, проте шлях у зворотному напрямку утруднений.
Крім того, роль каналів елітного рекрутування грають часом і такі соціальні інститути, як релігійні організації (наприклад, впливова в Італії, Іспанії, Польщі католицька організація «Опус деї») і профспілки. У ряді країн Латинської Америки (наприклад, Бразилії, Аргентині, Перу) важливим каналом поповнення вищих ешелонів політичної ієрархії є армія. Служба в армії і спецслужбах традиційно є важливим важелем успішної політичної кар'єри в Ізраїлі. Принаймні, п'ять останніх прем'єр-міністрів Ізраїлю - Ш. Перес, І. Рабін, Б. Нетаньяху, Е. Барак і А. Шарон (четверо з них мають генеральські звання) — багато в чому зобов'язані злетом політичної кар'єри успішної службі в армії і спецслужбах.